# Profezia post-eventum
La profezia post-eventum (ossia dal latino “dopo l'evento”) è una tecnica narrativa di predizione di eventi futuri, i quali però sono già accaduti. La tecnica, apparentemente insensata, trova nella Commedia dantesca un suo perfetto utilizzo: nella cantica del Paradiso, per esempio, l'anima di Cacciaguida degli Elisei predirà a Dante personaggio il suo esilio (canto XVII), ma esso è già avvenuto per il Dante autore. Va precisato che il Dante autore è diverso dal Dante personaggio: il primo è colui che scrive l'opera, l'altro è colui che compie il suo viaggio oltremondano e incontra le varie anime, dialoga con Virgilio ecc. Cacciaguida realizza perciò una profezia post-eventum, ma sappiamo che chi fa parlare Cacciaguida è il Dante autore, già esiliato da Firenze ai tempi della scrittura del Paradiso.